# Lektüre

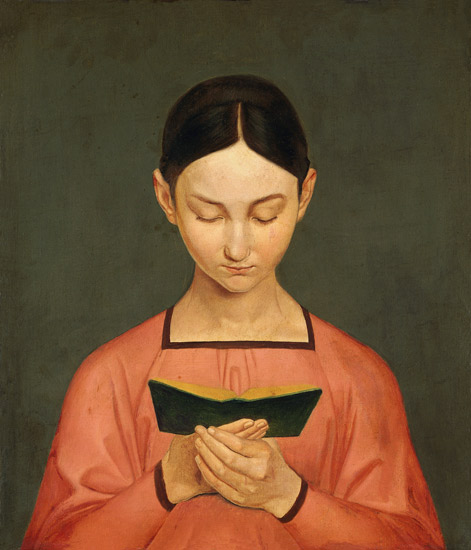
Gustav Adolph Hennig: Lesendes Mädchen, 1828

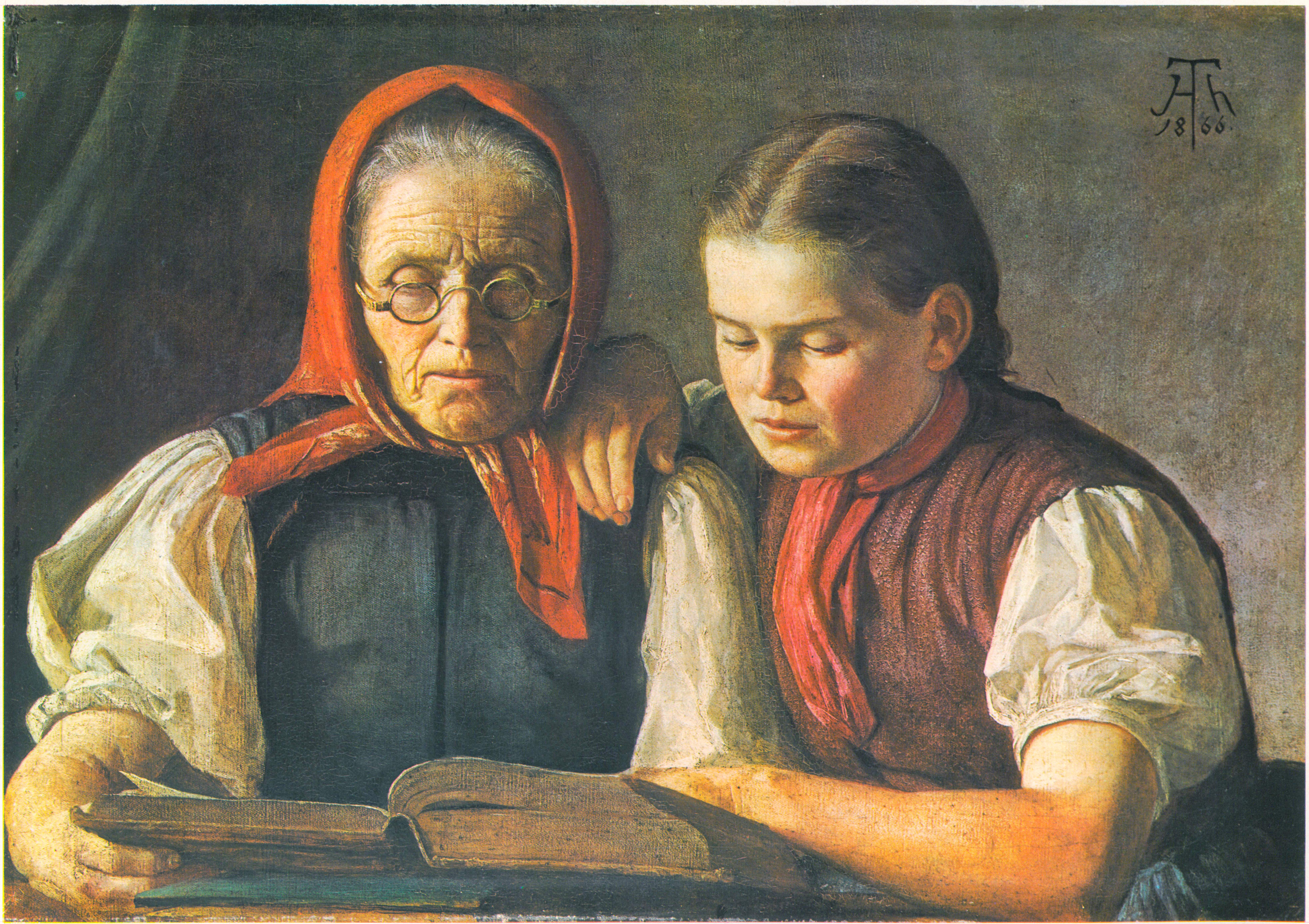
Hans Thoma: Mutter und Tochter (1866)

Lektüre bezeichnet sowohl den Vorgang des Lesens als auch das gelesene Objekt selbst, den Lesestoff. Eine Lektüre kann insofern aus jeder Art von geschriebenem Text bestehen. Insbesondere wird der Begriff auf klassische Printmedien, wie Bücher und Zeitungen, angewendet.

## Bildungswesen
Im Sprach- und Literaturunterricht der Schule bezeichnet Lektüre in der Regel die Primärtexte (d. h. Erzählungen, Novellen, Dramentexte), die zusätzlich zu Lehrbüchern und anderen Unterrichtsmaterialien herangezogen werden, um Sprachkenntnisse zu vertiefen und/oder Methoden der Textanalyse und Interpretation zu erlernen. Aus dem Lehrbetrieb der Schule und Universität stammt der Begriff der Pflichtlektüre als das Lesepensum, das zur Erreichung eines bestimmten Lernziels abzuleisten ist. Im übertragenen Sinn wird Pflichtlektüre auch in anderen Lebensbereichen gebraucht, um eine bestimmte Veröffentlichung als unentbehrlich für ein bestimmtes Sachgebiet zu fordern (Beispiel: „Dieses Buch sollte Pflichtlektüre für jeden Gesundheitspolitiker sein“). Sowohl Schullektüre als auch Pflichtlektüre beschreiben insofern einen – wie auch immer zusammengesetzten – Literaturkanon.
Lektüre kann aus Textauszügen in Lehrbüchern oder als Fotokopie bestehen oder aber aus vollständigen Werken, die in der Regel als Buch oder Leseheft angeschafft werden. Letztere werden besonders im Schulunterricht als Ganzschriften bezeichnet.

## Wortgeschichte
Das Wort Lektüre wurde im 18. Jahrhundert aus dem gleichbedeutenden französischen lecture entlehnt, das seinerseits auf das lateinische lectura zurückgeht. Bei den Entlehnungen dieses ursprünglich lateinischen Wortes handelt es sich genaugenommen um einen Fall von Doppeltentlehnung, da es einerseits im 18. Jahrhundert in der Form Lektüre (bzw. Lecture, Lectüre) aus dem Französischen, zuvor aber bereits auch in der Form Lectur aus dem Lateinischen direkt ins Deutsche übernommen wurde.

### Lectura und Lectur
Lateinisch lectura hatte im mittelalterlichen Lehrbetrieb neben der Bedeutung ‚das Lesen‘ auch die Bedeutungen ‚Vorlesung, kommentierende Vorlesung über einen Text, Textkommentar‘ angenommen und wurde in diesen Bedeutungen besonders für philosophische, theologische und juristische Vorlesungen sowie als Titel in der Form Lectura super (…) (‚Vorlesung über, Kommentar zu‘) für die daraus entstandenen Kommentarwerke zu Aristoteles, zur Bibel, zu den theologischen Sentenzen des Petrus Lombardus oder zu den Sammlungen des weltlichen und des kirchlichen Rechts verwendet.
Im Frühneuhochdeutschen des 16. Jh. wurde daraus der Latinismus Lectur (mit Pluralform Lecturen) gebildet, wie z. B. im Titel der deutschsprachigen Veröffentlichung der ordenlichen lectur (‚ordentlichen Vorlesung‘) über die Institutiones des Corpus Iuris, mit der Thomas Murner 1519 zum Doktor promoviert wurde; oder im Titel von Samson Hertzogs Sammelwerk über das notarielle Testamentrecht auß der fürnembsten (…) Rechtsgelerten Lecturen, Schrifften und Rathschlägen trewlich gezogen (1597), der zwischen Kommentarwerken (Lecturen), sonstigen Schriften und Gutachten (lat. consilia, wörtlich ‚Ratschläge‘) unterscheidet. 
Hinzu kam im Frühneuhochdeutschen im philologisch fachsprachlichen Gebrauch die ebenfalls schon im Lateinischen vorgebildete Bedeutung ‚Lesung, Lesart‘ mit Bezug auf die Wiedergabe eines Textes in einer bestimmten handschriftlichen oder Übersetzungstradition, so z. B. im Titel von Martin Luthers Auslegung des 108. Psalms nach der hebreischen Lectur, womit der Psalmentext der hebräischen Bibel im Unterschied zu der griechischen Version der Septuaginta gemeint ist.

### Lecture und Lektüre
Mit dem Aufstieg des Französischen zur europäischen Verkehrssprache der Wissenschaft und Gelehrsamkeit im Zeitalter der Aufklärung wurde dann auch das Französische prägend für die zweite Entlehnung ins Deutsche im 18. Jahrhundert. In den Bedeutungen ‚Belesenheit‘ (mann von groszer lecture, Benjamin Hederich) und ‚Vorgang des Lesens, Lesung‘ (zu einer zweiten bedächtlichen lektüre mit der feder in der hand, Lessing) belegt es für diese Zeit das Deutsche Wörterbuch der Brüder Grimm. Lecture in der Bedeutung ‚das Bücherlesen‘ erscheint in der Oeconomischen Encyclopädie von Johann Georg Krünitz. Meyers Konversationslexikon von 1888–90 erklärt Lektüre dann mit „(franz., ‚Lesung‘), sowohl das Lesen als Handlung und die Übung darin als der in Schriften, namentlich Druckschriften, dargebotene Lesestoff“.

## Zitat
„Die Bücher, die der Mensch nicht im Fahren liest, liest er im Bett. […] Sehr ungesund. […] fragen Sie Ihren Augenarzt. Fragen Sie ihn lieber nicht; er wird Ihnen die abendliche Lektüre verbieten, und Sie werden nicht davon lassen – sehr ungesund. Im Bett soll man nur leichte und unterhaltende Lektüre zu sich nehmen sowie spannende und beruhigende, ferner ganz schwere, wissenschaftliche und frivole sowie mittelschwere und jede sonstige, andere Arten aber nicht.“